# Clathroterebra dedonderi
Clathroterebra dedonderi is een slakkensoort uit de familie van de Terebridae. De wetenschappelijke naam van de soort is voor het eerst geldig gepubliceerd in 2003 door Terryn.